# Чилингарян, Карл

Чибо

Чилингарян Карл (27 февраля 1910, Гамбург — 8 мая 1987, Гамбург) — немецкий бизнесмен армянского происхождения, соучредитель кофейни Tchibo (Чибо).

## Биография

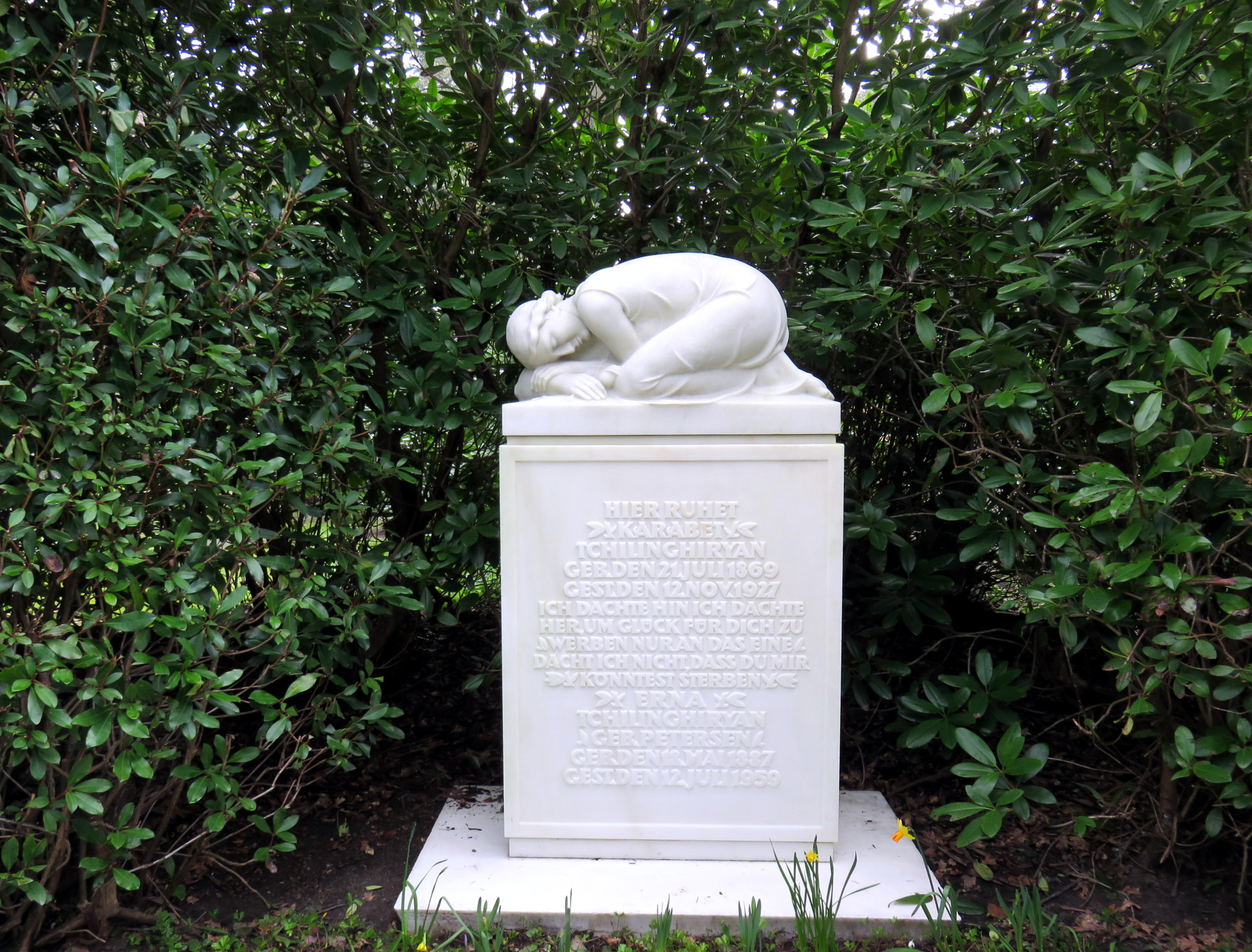
Надгробный памятник на кладбище Ольсдорф

В 1949 году вместе с Максом Герцем он основал «Frisch-Röst-Kaffee Carl Tchiling GmbH», которая сегодня известна как Tchibo. До основания компании «Чибо» Чилингирян занимался производством сухофруктов, фиников, инжира и тростниковых смесей. Чтобы облегчить произношение своего армянского имени для будущих клиентов Чибо, Чилингирян изменил написание своего имени на «Карл Чилинг-Хирян».

## История
«Tchibo» была основана в 1949 в Гамбурге Карлом Чиллингом-Ирьяном (Чилингарян) и Максом Герцом. Основной офис компании располагается с момента её основания на севере города. Название «Tchibo» создано из фамилии Чиллинг (нем. Tchilling) и слова «Bohnen» (нем. Бобы). В течение первых лет «Tchibo» концентрировалась на доставке кофейных бобов. В 1977 году компания заключила договор с другой компанией «Beiersdorf», став распространителем сигарет марки Reemtsma. В 2002 году права распространения были переданы торговой организации Imperial Tobacco за €5,2 миллиарда. После присоединения к «Tchibo» компании-распространителя «Eduscho» в 1997 «Tchibo» стал лидером в Германии по производству кофе: около 20 % продаваемого кофе были под маркой «Tchibo». В 1990-х годах магазины «Tchibo» стали открываться в других странах (сейчас они есть в Швейцарии, Австрии, Нидерландах, Польше, Чехии и Турции). В начале 2000-х годов планировалось открыть сеть своих магазинов и в США, но эта идея не нашла поддержки.

## Смерть
Чилингирян похоронен на кладбище Ольсдорф в Гамбурге, Германия, в фамильной усыпальнице вместе со своими родителями Карабетом Чилингиряном (21 июля 1869 — 12 ноября 1927) и Эрной Чилингирян, урожденной Петерсен (18 мая 1887 — 12 июля 1959).